# Mall Musicc
Mall Musicc, stilizzato MALL MUSICC, è un mixtape collaborativo tra i rapper statunitensi Lil Peep e Boy Froot, pubblicato il 31 ottobre 2015 dalla RepostNetwork.

## Antefatti
Il 21 ottobre, Boy Froot rivela la copertina e parte dei produttori dell'album. Il 31 ottobre dello stesso anno, Boy Froot pubblica il mixtape sul suo profilo di SoundCloud. Successivamente, il rapper elimina la traccia 300 Feet Below, in collaborazione con Yung Rhubarb, dall'album. 

## Tracce
1. Thinking Bout You – 2:22 (testo: Gustav Åhr, Jay Harmon, Jesse Lacey, Vincent Accardi – musica: Xanny Phantom, Mike Sapone)
2. Bacc At It – 3:42 (testo: Gustav Åhr, Jay Harmon – musica: Dietrich)
3. Dead Money (feat. Yunggoth✰) – 2:58 (testo: Gustav Åhr, Jay Harmon, Yunggoth✰ – musica: Stanky Beverly)
4. Hot Topic – 4:30 (testo: Gustav Åhr, Jay Harmon – musica: Mista Ouija)
5. I Could – 2:12 (testo: Gustav Åhr, Jay Harmon – musica: Glitter)
6. With U 'til the End (feat. WillowWitch) – 3:10 (testo: Gustav Åhr, Jay Harmon, WillowWitch – musica: Mista Ouija)
7. Doubled Up – 2:11 (testo: Gustav Åhr, Jay Harmon – musica: Willie G)
8. Fucc Out My Face – 2:28 (testo: Gustav Åhr, Jay Harmon – musica: Willie G)
9. In Dis Empty Club (feat. Fleance) – 2:56 (testo: Gustav Åhr, Jay Harmon, Fleance – musica: Glitter)
10. The Day I Finally Do It – 2:53 (testo: Gustav Åhr, Jay Harmon – musica: Paulie Leparik)
11. Turnin Up in the Back – 3:54 (testo: Gustav Åhr, Jay Harmon – musica: Dietrich)
12. Cop Me An O – 4:17 (testo: Gustav Åhr, Jay Harmon, Nasir Pemberton – musica: Digital Nas)
13. Goth Queen – 2:24 (testo: Gustav Åhr, Jay Harmon – musica: Mysticphonk)
14. 300 Feet Below (feat. Yung Rhubarb) – 3:42 (testo: Gustav Åhr, Jay Harmon, Yung Rhubarb – musica: 3 7 13)
15. Raveyard Shift – 2:24 (testo: Gustav Åhr, Jay Harmon, Mista Ouija – musica: Mista Ouija)
16. She Said – 2:16 (testo: Gustav Åhr, Jay Harmon – musica: Stanky Beverly)
17. Yung Dumb Goth – 2:47 (testo: Gustav Åhr, Jay Harmon – musica: Dietrich, Haardtek)
18. Hate My Fucc'n Life – 1:52 (testo: Gustav Åhr, Jay Harmon – musica: Mysticphonk)

## Formazione

### Musicisti
- Lil Peep – voce
- Boy Froot – voce
- Yunggoth✰ – voce
- WillowWitch – voce
- Fleance – voce
- Yung Rhubarb – voce

#### Altri musicisti
- Jesse Lacey – chitarra, tastiera
- Vinnie Accardi – chitarra

### Produzione
- 3 7 13 – produzione
- Dietrich – produzione
- Digital Nas – testi, produzione
- Glitter – produzione
- Haardtek – produzione
- Mike Sapone – co-produzione
- Mista Ouija – testi, produzione
- Mysticphonk – produzione
- Paulie Leparik – produzione
- Stanky Beverly – produzione
- Willie G – produzione
- Xanny Phantom – produzione